# مديرية ماوية

تعديل مصدري - تعديل

مديرية ماوية إحدى مديريات محافظة تعز اليمنية. بلغ عدد سكانها 129765 نسمة حسب تعداد اليمن لعام 2004 ، تقع المديرية في الجزء الشرقي لمحافظة تعز.
هي من أجمل مديريات تعز وتبلغ مساحتها 709 كم مربع. تمتاز بالجبال الشاهقة العلو ومنها جبل الشذف وجبل سورق وجبل عماعمة وجبل جربان. وفيها الكثير من المناهل الطبيعية مثل منهل الجحل في سائلة سورق وتمتد القرى والحصون القديمة في مرتفعاتها الجبلية، ويمكن للزائر رؤية المنظر الليلي لقرى المديرية. المديرية غنية بالثروة الحيوانية وتشتهر بزراعة القات عالي الجودة. تحتوي المديرية على عدد كبير من المراكز والعزل والقرى. وقد تم ضم بعض أجزائها مؤخراً إلى محافظة الضالع مثل مدينة الحشاء وعمارة.

## الحدود
يحدها من الشمال محافظة إب ومن الجنوب مديرية خدير ومن الشرق محافظة الضالع ومن الغرب مديرية التعزية، وجزء من مديرية صبر الموادم.